# Kafa (cheval)
Pour les articles homonymes, voir Kafa.
Le Kafa est une race de chevaux de trait originaire de la forêt tropicale de Kaffa, dans le sud-ouest de l'Éthiopie. Il constitue la plus grande des races de chevaux éthiopiennes, et est surtout utilisé pour la traction dans des zones difficilement accessibles. Il n'existe ni stud-book, ni estimation des effectifs.

## Histoire
Il n'existe pas de stud-book pour cette race.

## Description
La taille moyenne enregistrée sur la base de données DAD-IS est de 1,26 m en moyenne chez les juments, et 1,33 m chez les mâles. Le Kafa fait partie des plus grands chevaux d'Éthiopie, et présente le type du « cheval des forêts » lourd,. En termes de morphologie, le Kafa est très proche du Horro et du Bale, et au contraire très éloigné du Selale. Il présente une plus grande hauteur au garrot, une plus importante longueur de corps, et un plus fort tour de poitrine que les autres chevaux éthiopiens. La poitrine et l'épaule sont profondes. Le corps est imposant et grossier, les côtes sont bien arrondies. La crinière est souvent longue, et tombe le plus généralement du côté droit de l'encolure. 
Ces chevaux vivent le plus souvent en extérieur toute l'année, et disposent rarement d'abris,.
Une étude de génétique subséquente, en 2017, a permis de classer le Kafa dans le même groupe génétique que le Selale.

## Utilisations
Ces chevaux sont employés pour la traction, ils sont la source de puissance de traction principale dans leur région d'origine, souvent inaccessible aux véhicules motorisés. Les juments, bien que subissant un dressage souvent rude, sont par la suite rarement mises au travail, et servent exclusivement de poulinières,.

## Diffusion de l'élevage

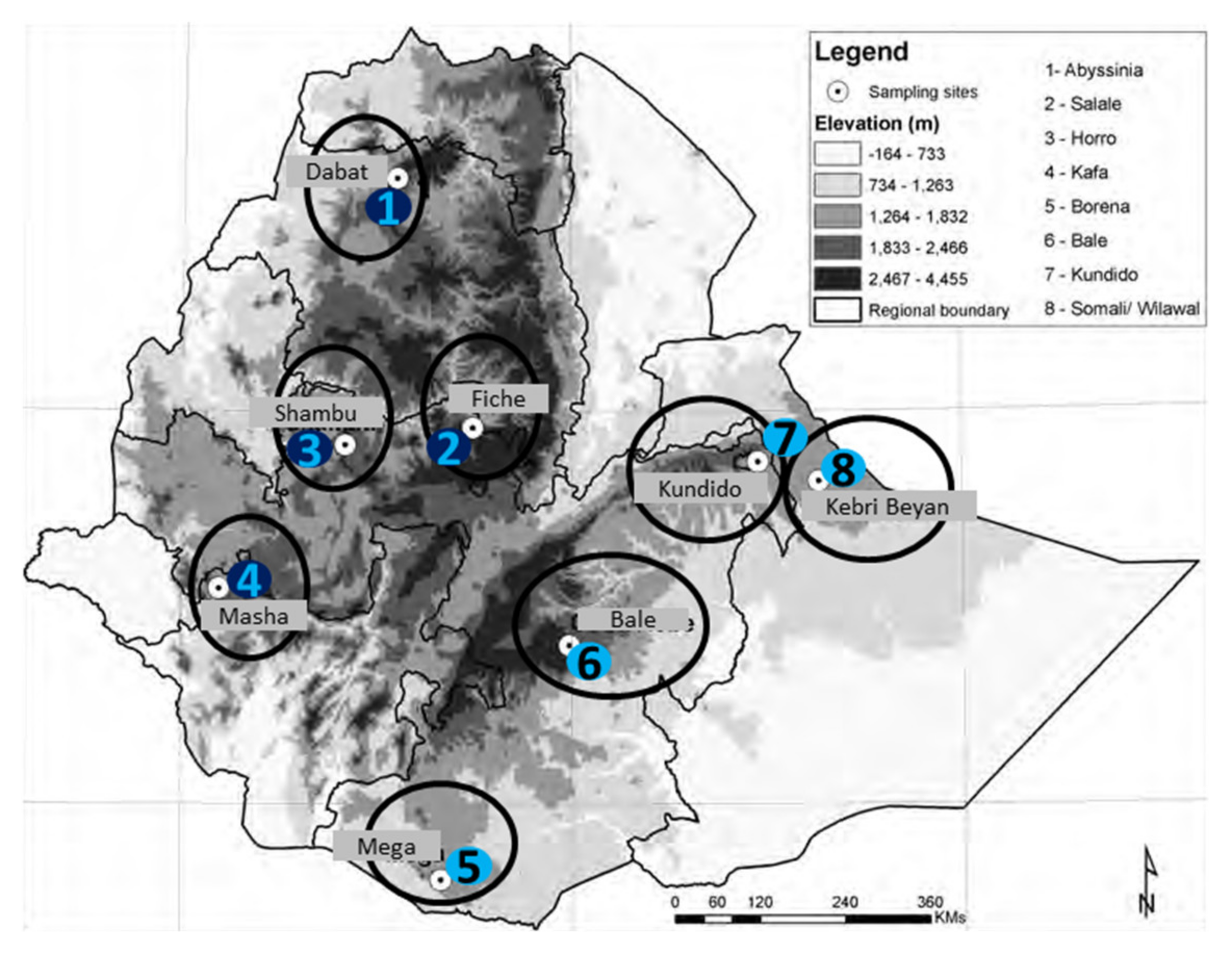
Répartition des races de chevaux d'Éthiopie. Le Kafa est ici représenté par le numéro 4.

Propres au sud-ouest l'Éthiopie, ces chevaux se trouvent dans une zone restreinte, correspondant à la forêt tropicale de Kaffa, avec ses plantations de café,. Il n'existe pas de relevé des effectifs.